# Marie (chanson)
Pour les articles homonymes, voir Marie.
Singles de Johnny Hallyday
Tous ensemble
(2002) Ne reviens pas
(2003)
Pistes de À la vie, à la mort !
Dis-le-moi Ne reviens pas
Marie est une chanson de Johnny Hallyday parue en 2002. Écrite et produite par Gérald de Palmas, elle est diffusée sur les ondes à partir du mois d'août, avant de paraître en single le 21 octobre 2002, précédant la sortie de l'album À la vie, à la mort ! (à paraître le 4 novembre), dont elle est le titre phare.

## Histoire
À sa parution en 2002, la chanson Marie obtient un grand succès et s'écoule à 1 400 000 exemplaires, ce qui représente la plus grosse vente de singles de Johnny Hallyday,.
En 2011, Gérald de Palmas enregistre sa propre version du titre, diffusé sur la compilation Sur ma route.

### Clip vidéo
Le clip de Marie est tourné à Crosne le 7 septembre 2002, sur les ruines d'un ancien site industriel ayant notamment abrité les Câbleries de la Seine, entreprise fondée par Pierre Dreyfus, le fils du capitaine Alfred Dreyfus, en 1935. Johnny Hallyday y joue un soldat dans une scène de combat urbain. Cerné par des soldats, acculé au milieu des ruines, comprenant que la fin est proche, il écrit une lettre à la femme qu'il aime, nommée Marie.

## Liste des pistes
Maxi 45 tours - CD single
| No | Titre      | Auteur           | Durée |
| -- | ---------- | ---------------- | ----- |
| 1. | Marie      | Gérald de Palmas | 3:58  |
| 2. | Dis-le-moi | Fred Blondin     | 4:28  |

## Réception

### Classements hebdomadaires
| Pays                 | Charts             | Meilleure position |
| -------------------- | ------------------ | ------------------ |
| Belgique francophone | Ultratop 40        | 2                  |
| France               | SNEP               | 1                  |
| Suisse               | Swiss Music Charts | 7                  |

### Certifications
| Pays          | Certification | Date | Ventes            |
| ------------- | ------------- | ---- | ----------------- |
| France (SNEP) | Diamant       | 2002 | Plus de 1 000 000 |